# Сан-Мартіню-ду-Бішпу
Сан-Мартіню-ду-Бішпу (порт. São Martinho do Bispo; МФА: [ˈsɐ̃w maɾ.ˈti.ɲu du ˈbiʃ.pu]) — парафія в Португалії, у муніципалітеті Коїмбра. Розташована в західній частині країни, на теренах історичної португальської провінції Бейра. Входить до складу округу Коїмбра. За адміністративним поділом, чинним до 1976 року, терени парафії були складовою провінції Берегова Бейра. Належить до Коїмбрської діоцезії Католицької церкви. Патрон — Мартин Турський. Площа — 18,7469 км². Населення — 14147 ос. (2011). Сильно урбанізований регіон. Густота населення — 754,63 осіб/км²
. Код — 060322.

## Населення
| Кількість мешканців | Кількість мешканців | Кількість мешканців | Кількість мешканців | Кількість мешканців | Кількість мешканців | Кількість мешканців | Кількість мешканців | Кількість мешканців | Кількість мешканців | Кількість мешканців | Кількість мешканців | Кількість мешканців | Кількість мешканців | Кількість мешканців |
| ------------------- | ------------------- | ------------------- | ------------------- | ------------------- | ------------------- | ------------------- | ------------------- | ------------------- | ------------------- | ------------------- | ------------------- | ------------------- | ------------------- | ------------------- |
| 1864                | 1878                | 1890                | 1900                | 1911                | 1920                | 1930                | 1940                | 1950                | 1960                | 1970                | 1981                | 1991                | 2001                | 2011                |
| 3 212               | 3 662               | 4 052               | 4 470               | 5 113               | 5 229               | 6 023               | 6 225               | 7 666               | 8 534               | 9 581               | 12 318              | 12 484              | 14 246              | 14 147              |